# Himantoides perkinsae
Himantoides perkinsae is een vlinder uit de familie van de pijlstaarten (Sphingidae). De wetenschappelijke naam van de soort is voor het eerst geldig gepubliceerd in 1933 door Benjamin Preston Clark.